# 남원 관왕묘 적토마도
남원 관왕묘 적토마도(南原 關王廟 赤土馬圖)는 대한민국 전북특별자치도 남원시, 남원 관왕묘 내에 걸려 있는 탱화로, 삼국지연의에 등장하는 인물인 관우가 탔다고 하는 적토마와 마부가 그려져 있다. 2018년 11월 30일 전라북도의 유형문화재 제259호로 지정되었다.

## 지정 사유
전라북도 유형문화재 제22호 남원 관왕묘 내에 걸려 있는 탱화로, 삼국지연의에 등장하는 인물인 관우가 탔다고 하는 적토마와 마부가 그려져 있다. 탱화의 수법이 정교하고 섬세하며, 말과 인물의 모습이 생동감 있게 표현되어 있고, 탱화 뒷면에 묵서로 개국 527년(1918) 조형하가 감독하여 보수하였다는 기록이 있어서 19세기 말 이전에 제작된 것이 확인된다. 조선 후기 회화사를 연구하는데 의미있는 자료로 예술적 가치가 있고 조선후기 민간 신앙인 관성신앙과 관련된 민속자료 보존가치가 인정된다.

## 같이 보기
- 남원 관왕묘 - 전라북도 유형문화재 제22호
- 적토마

## 참고 문헌
- 남원 관왕묘 적토마도 - 국가유산청 국가유산포털